# Horangel
Horacio Germán Tirigall (San Isidro, 28 de diciembre de 1927 - Buenos Aires, 26 de marzo de 2021), conocido popularmente como Horangel por las tres letras iniciales de su nombre de pila y los cinco caracteres iniciales de quien fuese su esposa, fue un reconocido astrólogo argentino. Publicó una astroguía de forma ininterrumpida desde 1963 hasta 2019 y además escribía obras de autoayuda.

## Trayectoria
Cuando tenía 20 años conoció a Ángela Groba, quien luego sería su esposa, productora, colaboradora y coautora de sus libros. Horangel es una conjunción entre su nombre y el de su esposa.  Ella falleció en el mes de marzo de 2009.
Según él, desarrolló una técnica de predicción llamada "previmetría", basada en miles de encuestas:

"Esta técnica permite establecer parámetros reales con observaciones, cálculos, estadísticas y encuestas. Cuando la previmetría se limita a un país, a una sociedad, es más precisa. Es muy creíble y los resultados están a la vista. Además, demuestra que la astrología por sí sola es una mentira. En cambio, este estudio es serio. Exige latitud, longitud y un estudio detallado de la población, que incluye alimentación y nivel sociocultural. Además, hay que estudiar historia y viajar mucho: se analiza un momento determinado para trazar las vectoriales al pasado, para saber por qué este presente es así y, sobre la base de eso, ver cómo será el futuro. Así, podemos calcular con mayor precisión qué puede pasar en la vida de las personas. Esta técnica es un estudio psicosocial que inventé en el año 1963 y soy el único en el mundo que la utiliza, ya que no la enseño. A través de ella, es interesante ver cómo va cambiando la forma de pensar de las sociedades."

Publicó su primer libro de predicciones en 1963, que se editó anualmente hasta 2019. Entre 1965 y 1972 trabajó en la televisión, con los programas Dimensión astral, Juicio final y Horangel y los doce del signo en Canal 9 y en Canal 13. Este último programa también fue transmitido en Venezuela a través de la señal de Venevisión.
A lo largo de su prolongada carrera predijo algunos acontecimientos relevantes ocurridos en el mundo, como el asesinato del presidente norteamericano John F. Kennedy en 1963 y también la muerte de Lady Di, en 1997.[cita requerida] Se estima que Predicciones astrológicas, en sus 46 ediciones, vendió más de 30 millones de ejemplares.
Falleció el 26 de marzo de 2021 a las cuatro de la tarde, a los noventa y tres años, en el  Apart Hotel Trianon del barrio porteño de la Recoleta, donde hacia más de diez años que había establecido su residencia. Estaba rodeado por sus sobrinas Geraldine y Myriam Groba y su amiga entrañable Estela Pérez Lugones.
Horangel pertenecía a una distinguida familia de San Isidro, de la que fuera miembro, también quien fuera intendente municipal de esa localidad, Germán A. Tirigall.

## Obras
- 1963-2019: Predicciones astrológicas (publicado anualmente).
- 2009: Astrología ju-ju.
- 2011: Revolución en el alma.
- 2013: El niño y el zodíaco.